# Daddy Cool (Boney M.)
"Daddy Cool" is een nummer van de Duitse discogroep Boney M. Het nummer verscheen op hun debuutalbum Take the Heat Off Me uit 1976. Dat jaar werd het nummer uitgebracht als de tweede single van het album.

## Achtergrond
"Daddy Cool" is geschreven door Frank Farian en George Reyam en geproduceerd door Farian. Het was bedoeld als noveltynummer en kent een ongebruikelijke introductie, waarin Farian met een potlood tegen zijn tanden slaat als vorm van percussie. Farian zingt alle mannelijke teksten; Bobby Farrell, het mannelijke gezicht van de groep, danste altijd terwijl hij playbackte. In de brug spreekt Farrell wel enkele regels. In zijn diepe stem begint Farian het nummer met de tekst "She's crazy like a fool", waar de vrouwelijke stemmen van Liz Mitchell en Marcia Barrett op antwoorden: "wild about Daddy Cool". Deze regel werd echter zo vaak verstaan als "what about Daddy Cool", dat de groep het zo tijdens live-optredens ging zingen. Deze twee regels worden tijdens het hele nummer herhaald.
Die live-optredens werden zo goed als niet en nergens uitgezonden. Decennia later kwamen er uiteindelijk dvd's op de markt waaronder het Boney M. live in Dublin 1978 concert te zien is en geconcludeerd kan worden dat Boney M. niet per se de voorloper van het beruchte Milli Vanilli is.
Oorspronkelijk wilde platenlabel Hansa Records dat Boney M. hun cover van "No Woman, No Cry" van Bob Marley uitbracht als de A-kant van de single, maar Farian testte zowel dit nummer als "Daddy Cool" in zijn eigen discotheek en zag dat dit laatste beter aansloeg bij het publiek. Hierdoor werd "Daddy Cool" de tweede single van het debuutalbum van Boney M. In de Verenigde Staten, Hongarije en Japan verscheen "Lovin' or Leavin'" op de B-kant van de single, terwijl dit in Oost-Duitsland "Sunny" was.
"Daddy Cool" had in eerste instantie weinig succes in de hitlijsten, maar nadat Boney M. in september 1976 optrad in het Duitse televisieprogramma Musikladen werd het in heel Europa een grote hit. Zo behaalde het de eerste plaats in onder meer West-Duitsland, België (zowel in Vlaanderen als Wallonië), Frankrijk, Noorwegen, Oostenrijk, Spanje, Zweden en Zwitserland. In Nederland kwam de single tot de derde plaats in zowel de Top 40 als de Nationale Hitparade. In het Verenigd Koninkrijk kwam het tot de zesde plaats in de hitlijsten. Zelfs in Noord-Amerika werd het een hitje: in de Amerikaanse Billboard Hot 100 kwam het tot plaats 65, terwijl in Canada de achttiende plaats werd behaald.

## Latere uitvoeringen
"Daddy Cool" werd een aantal keren opnieuw uitgebracht in verschillende versies. In 1986 werd een nieuwe versie uitgebracht ter gelegenheid van het tienjarig bestaan van de groep. In deze versie was ook een rap te horen, maar het werd geen hit. Nadat Sash! een succesvolle remix maakte van "Ma Baker", een andere Boney M.-hit, werd "Daddy Cool" in 1999 door Farian geremixt als opvolger van deze single. Onder de naam Boney M. 2000, bestaande uit drie jonge vrouwen en een rapper, wilde Farian een compleet album maken met remixen van nummers van de groep. Onder fans was dit geen populaire beslissing en het idee vond al snel geen doorgang. In een aantal Europese landen bereikte deze versie de hitlijsten; onder meer in Duitsland (plaats 47), Frankrijk (plaats 16), Denemarken (plaats 9) en Hongarije (plaats 3). In 2001 kwam in het Verenigd Koninkrijk een remix uit ter promotie van het verzamelalbum The Greatest Hits, die tot plaats 47 in de hitlijsten kwam.
Verder werd het lied gecoverd door o.a. Placebo en werd het opgenomen voor een afwasmiddelreclame.

## Hitnoteringen

### Nederlandse Top 40
| Hitnotering: 25-09-1976 t/m 25-12-1976 | Hitnotering: 25-09-1976 t/m 25-12-1976 | Hitnotering: 25-09-1976 t/m 25-12-1976 | Hitnotering: 25-09-1976 t/m 25-12-1976 | Hitnotering: 25-09-1976 t/m 25-12-1976 | Hitnotering: 25-09-1976 t/m 25-12-1976 | Hitnotering: 25-09-1976 t/m 25-12-1976 | Hitnotering: 25-09-1976 t/m 25-12-1976 | Hitnotering: 25-09-1976 t/m 25-12-1976 | Hitnotering: 25-09-1976 t/m 25-12-1976 | Hitnotering: 25-09-1976 t/m 25-12-1976 | Hitnotering: 25-09-1976 t/m 25-12-1976 | Hitnotering: 25-09-1976 t/m 25-12-1976 | Hitnotering: 25-09-1976 t/m 25-12-1976 | Hitnotering: 25-09-1976 t/m 25-12-1976 | Hitnotering: 25-09-1976 t/m 25-12-1976 |
| Week                                   | 1                                      | 2                                      | 3                                      | 4                                      | 5                                      | 6                                      | 7                                      | 8                                      | 9                                      | 10                                     | 11                                     | 12                                     | 13                                     | 14                                     |                                        |
| -------------------------------------- | -------------------------------------- | -------------------------------------- | -------------------------------------- | -------------------------------------- | -------------------------------------- | -------------------------------------- | -------------------------------------- | -------------------------------------- | -------------------------------------- | -------------------------------------- | -------------------------------------- | -------------------------------------- | -------------------------------------- | -------------------------------------- | -------------------------------------- |
| Positie                                | 31                                     | 19                                     | 9                                      | 5                                      | 3                                      | 3                                      | 3                                      | 5                                      | 8                                      | 16                                     | 23                                     | 31                                     | 33                                     | 40                                     | uit                                    |

### Nationale Hitparade/Single Top 100
| Hitnotering week 1 t/m 12: 18-09-1976 t/m 04-12-1976 Hitnotering week 13 t/m 14: 08-01-2011 t/m 15-01-2011 | Hitnotering week 1 t/m 12: 18-09-1976 t/m 04-12-1976 Hitnotering week 13 t/m 14: 08-01-2011 t/m 15-01-2011 | Hitnotering week 1 t/m 12: 18-09-1976 t/m 04-12-1976 Hitnotering week 13 t/m 14: 08-01-2011 t/m 15-01-2011 | Hitnotering week 1 t/m 12: 18-09-1976 t/m 04-12-1976 Hitnotering week 13 t/m 14: 08-01-2011 t/m 15-01-2011 | Hitnotering week 1 t/m 12: 18-09-1976 t/m 04-12-1976 Hitnotering week 13 t/m 14: 08-01-2011 t/m 15-01-2011 | Hitnotering week 1 t/m 12: 18-09-1976 t/m 04-12-1976 Hitnotering week 13 t/m 14: 08-01-2011 t/m 15-01-2011 | Hitnotering week 1 t/m 12: 18-09-1976 t/m 04-12-1976 Hitnotering week 13 t/m 14: 08-01-2011 t/m 15-01-2011 | Hitnotering week 1 t/m 12: 18-09-1976 t/m 04-12-1976 Hitnotering week 13 t/m 14: 08-01-2011 t/m 15-01-2011 | Hitnotering week 1 t/m 12: 18-09-1976 t/m 04-12-1976 Hitnotering week 13 t/m 14: 08-01-2011 t/m 15-01-2011 | Hitnotering week 1 t/m 12: 18-09-1976 t/m 04-12-1976 Hitnotering week 13 t/m 14: 08-01-2011 t/m 15-01-2011 | Hitnotering week 1 t/m 12: 18-09-1976 t/m 04-12-1976 Hitnotering week 13 t/m 14: 08-01-2011 t/m 15-01-2011 | Hitnotering week 1 t/m 12: 18-09-1976 t/m 04-12-1976 Hitnotering week 13 t/m 14: 08-01-2011 t/m 15-01-2011 | Hitnotering week 1 t/m 12: 18-09-1976 t/m 04-12-1976 Hitnotering week 13 t/m 14: 08-01-2011 t/m 15-01-2011 | Hitnotering week 1 t/m 12: 18-09-1976 t/m 04-12-1976 Hitnotering week 13 t/m 14: 08-01-2011 t/m 15-01-2011 | Hitnotering week 1 t/m 12: 18-09-1976 t/m 04-12-1976 Hitnotering week 13 t/m 14: 08-01-2011 t/m 15-01-2011 | Hitnotering week 1 t/m 12: 18-09-1976 t/m 04-12-1976 Hitnotering week 13 t/m 14: 08-01-2011 t/m 15-01-2011 | Hitnotering week 1 t/m 12: 18-09-1976 t/m 04-12-1976 Hitnotering week 13 t/m 14: 08-01-2011 t/m 15-01-2011 |
| Week | 1 | 2 | 3 | 4 | 5 | 6 | 7 | 8 | 9 | 10 | 11 | 12 | | 13 | 14 | |
| --- | --- | --- | --- | --- | --- | --- | --- | --- | --- | --- | --- | --- | --- | --- | --- | --- |
| Positie | 28 | 24 | 14 | 11 | 6 | 3 | 3 | 3 | 3 | 7 | 12 | 24 | uit | 45 | 93 | uit |

### NPO Radio 2 Top 2000
| Nummer met noteringen in de NPO Radio 2 Top 2000 | '99  | '00  | '01  | '02  | '03 | '04  | '05  | '06  | '07  | '08  | '09 | '10  | '11  | '12  | '13  | '14-'19 | '20  | '21  |
| ------------------------------------------------ | ---- | ---- | ---- | ---- | --- | ---- | ---- | ---- | ---- | ---- | --- | ---- | ---- | ---- | ---- | ------- | ---- | ---- |
| Daddy Cool                                       | 1216 | 1369 | 1270 | 1907 | -   | 1541 | 1510 | 1999 | 1665 | 1769 | -   | 1783 | 1422 | 1403 | 1906 | -       | 1915 | 1910 |

1. ↑  Een '-' betekent dat het nummer niet was genoteerd en een vetgedrukt getal geeft de hoogste notering aan.
2. ↑  Deze tabel is bijgewerkt tot en met de laatste editie (2024).